# Liste der Gemeinden im Landkreis Neustadt an der Waldnaab

Karte des Landkreises Neustadt an der Waldnaab

Die Liste der Gemeinden im Landkreis Neustadt an der Waldnaab gibt einen Überblick über die Verwaltungseinheiten des Landkreises. Es gibt 38 politische Gemeinden, von denen 13 eine eigene Verwaltung haben, und 8 Verwaltungsgemeinschaften.

## Legende
- Verwaltungseinheit: Name der Gemeinde und Angabe der Gemeindeart: Gemeinde (–), Markt (M), Stadt (St), Große Kreisstadt (GKSt) oder Name der Verwaltungsgemeinschaft. Einheitsgemeinden wie auch Verwaltungsgemeinschaften sind fett gedruckt
- Wappen: Wappen der Gemeinde
- GT: Gemeindeteile der Gemeinde. Der Wiki-Link ist mit der Gemeindegliederung der jeweiligen Gemeinde verknüpft.
- VG: Zeigt ggf. an, ob eine Gemeinde zu einer Verwaltungsgemeinschaft gehört
- Karte: Zeigt die Lage der Gemeinde im Landkreis
- Fläche: Fläche der Stadt beziehungsweise Gemeinde, angegeben in Quadratkilometer
- Einwohner: Zahl der Menschen, die in der Gemeinde beziehungsweise Stadt leben (Stand: 31. Dezember 2023[1])
- EW-Dichte: Angegeben ist die Einwohnerdichte, gerechnet auf die Fläche der Verwaltungseinheit, angegeben in Einwohner pro km2 (Stand: 31. Dezember 2023[2])
- Statistik: Link zur kommunalen Statistik des Bayerischen Landesamts für Statistik
- Website: Website der Gemeinde bzw. der Verwaltungsgemeinschaft

## Gemeinden
| Verwaltungseinheit                                  | Wappen                                          | GT | VG                          | Karte                                                                                              | Fläche in km²   | Einwohner     | Einwohner je km² | Statistik | Website |
| --------------------------------------------------- | ----------------------------------------------- | -- | --------------------------- | -------------------------------------------------------------------------------------------------- | --------------- | ------------- | ---------------- | --------- | ------- |
| Landkreis Neustadt an der Waldnaab                  | Wappen des Landkreises Neustadt an der Waldnaab |    |                             | Der Landkreis Neustadt an der Waldnaab                                                             | 1427,67 (100 %) | 96209 (100 %) | 67               | [ 3 ]     | [ 4 ]   |
| Verwaltungsgemeinschaft Eschenbach in der Oberpfalz |                                                 |    | Eschenbach in der Oberpfalz | Lage der Verwaltungsgemeinschaft Eschenbach in der Oberpfalz im Landkreis Neustadt an der Waldnaab | 79,20 (5.5 %)   | 6617 (6.9 %)  | 84               |           | [ 5 ]   |
| Verwaltungsgemeinschaft Kirchenthumbach             |                                                 |    | Kirchenthumbach             | Lage der Verwaltungsgemeinschaft Kirchenthumbach im Landkreis Neustadt an der Waldnaab             | 101,31 (7.1 %)  | 5186 (5.4 %)  | 51               |           | [ 6 ]   |
| Verwaltungsgemeinschaft Neustadt an der Waldnaab    |                                                 |    | Neustadt an der Waldnaab    | Lage der Verwaltungsgemeinschaft Neustadt an der Waldnaab im Landkreis Neustadt an der Waldnaab    | 127,68 (8.9 %)  | 7762 (8.1 %)  | 61               |           | [ 7 ]   |
| Verwaltungsgemeinschaft Pleystein                   |                                                 |    | Pleystein                   | Lage der Verwaltungsgemeinschaft Pleystein im Landkreis Neustadt an der Waldnaab                   | 79,20 (5.5 %)   | 3666 (3.8 %)  | 46               |           |         |
| Verwaltungsgemeinschaft Pressath                    |                                                 |    | Pressath                    | Lage der Verwaltungsgemeinschaft Pressath im Landkreis Neustadt an der Waldnaab                    | 104,90 (7.3 %)  | 6732 (7 %)    | 64               |           |         |
| Verwaltungsgemeinschaft Schirmitz                   |                                                 |    | Schirmitz                   | Lage der Verwaltungsgemeinschaft Schirmitz im Landkreis Neustadt an der Waldnaab                   | 41,19 (2.9 %)   | 6771 (7 %)    | 164              |           | [ 8 ]   |
| Verwaltungsgemeinschaft Tännesberg                  |                                                 |    | Tännesberg                  | Lage der Verwaltungsgemeinschaft Tännesberg im Landkreis Neustadt an der Waldnaab                  | 78,92 (5.5 %)   | 2658 (2.8 %)  | 34               |           |         |
| Verwaltungsgemeinschaft Weiherhammer                |                                                 |    | Weiherhammer                | Lage der Verwaltungsgemeinschaft Weiherhammer im Landkreis Neustadt an der Waldnaab                | 86,99 (6.1 %)   | 6628 (6.9 %)  | 76               |           | [ 9 ]   |
| Altenstadt an der Waldnaab                          | Wappen der Gemeinde Altenstadt an der Waldnaab  | 7  |                             | Lage der Gemeinde Altenstadt an der Waldnaab im Landkreis Neustadt an der Waldnaab                 | 22,04 (1.5 %)   | 4739 (4.9 %)  | 215              | [ 10 ]    | [ 11 ]  |
| Bechtsrieth                                         | Wappen der Gemeinde Bechtsrieth                 | 2  | Schirmitz                   | Lage der Gemeinde Bechtsrieth im Landkreis Neustadt an der Waldnaab                                | 4,78 (0.3 %)    | 1075 (1.1 %)  | 225              | [ 12 ]    | [ 13 ]  |
| Eschenbach in der Oberpfalz, St                     | Wappen der Gemeinde Eschenbach in der Oberpfalz | 17 | Eschenbach in der Oberpfalz | Lage der Gemeinde Eschenbach in der Oberpfalz im Landkreis Neustadt an der Waldnaab                | 35,13 (2.5 %)   | 4318 (4.5 %)  | 123              | [ 14 ]    | [ 15 ]  |
| Eslarn, M                                           | Wappen der Gemeinde Eslarn                      | 26 |                             | Lage der Gemeinde Eslarn im Landkreis Neustadt an der Waldnaab                                     | 55,24 (3.9 %)   | 2746 (2.9 %)  | 50               | [ 16 ]    | [ 17 ]  |
| Etzenricht                                          | Wappen der Gemeinde Etzenricht                  | 3  | Weiherhammer                | Lage der Gemeinde Etzenricht im Landkreis Neustadt an der Waldnaab                                 | 13,58 (1 %)     | 1561 (1.6 %)  | 115              | [ 18 ]    | [ 19 ]  |
| Floß, M                                             | Wappen der Gemeinde Floß                        | 35 |                             | Lage der Gemeinde Floß im Landkreis Neustadt an der Waldnaab                                       | 54,42 (3.8 %)   | 3489 (3.6 %)  | 64               | [ 20 ]    | [ 21 ]  |
| Flossenbürg                                         | Wappen der Gemeinde Flossenbürg                 | 7  |                             | Lage der Gemeinde Flossenbürg im Landkreis Neustadt an der Waldnaab                                | 23,27 (1.6 %)   | 1516 (1.6 %)  | 65               | [ 22 ]    | [ 23 ]  |
| Georgenberg                                         | Wappen der Gemeinde Georgenberg                 | 32 | Pleystein                   | Lage der Gemeinde Georgenberg im Landkreis Neustadt an der Waldnaab                                | 36,79 (2.6 %)   | 1284 (1.3 %)  | 35               | [ 24 ]    | [ 25 ]  |
| Grafenwöhr, St                                      | Wappen der Gemeinde Grafenwöhr                  | 11 |                             | Lage der Gemeinde Grafenwöhr im Landkreis Neustadt an der Waldnaab                                 | 216,19 (15.1 %) | 6343 (6.6 %)  | 29               | [ 26 ]    | [ 27 ]  |
| Irchenrieth                                         | Wappen der Gemeinde Irchenrieth                 | 1  | Schirmitz                   | Lage der Gemeinde Irchenrieth im Landkreis Neustadt an der Waldnaab                                | 5,27 (0.4 %)    | 1678 (1.7 %)  | 318              | [ 28 ]    | [ 29 ]  |
| Kirchendemenreuth                                   | Wappen der Gemeinde Kirchendemenreuth           | 21 | Neustadt an der Waldnaab    | Lage der Gemeinde Kirchendemenreuth im Landkreis Neustadt an der Waldnaab                          | 39,31 (2.8 %)   | 902 (0.9 %)   | 23               | [ 30 ]    | [ 31 ]  |
| Kirchenthumbach, M                                  | Wappen der Gemeinde Kirchenthumbach             | 45 | Kirchenthumbach             | Lage der Gemeinde Kirchenthumbach im Landkreis Neustadt an der Waldnaab                            | 67,43 (4.7 %)   | 3245 (3.4 %)  | 48               | [ 32 ]    | [ 33 ]  |
| Kohlberg, M                                         | Wappen der Gemeinde Kohlberg                    | 13 | Weiherhammer                | Lage der Gemeinde Kohlberg im Landkreis Neustadt an der Waldnaab                                   | 33,51 (2.3 %)   | 1213 (1.3 %)  | 36               | [ 34 ]    | [ 35 ]  |
| Leuchtenberg, M                                     | Wappen der Gemeinde Leuchtenberg                | 18 | Tännesberg                  | Lage der Gemeinde Leuchtenberg im Landkreis Neustadt an der Waldnaab                               | 32,35 (2.3 %)   | 1180 (1.2 %)  | 36               | [ 36 ]    | [ 37 ]  |
| Luhe-Wildenau, M                                    | Wappen der Gemeinde Luhe-Wildenau               | 14 |                             | Lage der Gemeinde Luhe-Wildenau im Landkreis Neustadt an der Waldnaab                              | 38,65 (2.7 %)   | 3444 (3.6 %)  | 89               | [ 38 ]    | [ 39 ]  |
| Mantel, M                                           | Wappen der Gemeinde Mantel                      | 4  |                             | Lage der Gemeinde Mantel im Landkreis Neustadt an der Waldnaab                                     | 16,85 (1.2 %)   | 2794 (2.9 %)  | 166              | [ 40 ]    | [ 41 ]  |
| Moosbach, M                                         | Wappen der Gemeinde Moosbach                    | 37 |                             | Lage der Gemeinde Moosbach im Landkreis Neustadt an der Waldnaab                                   | 64,32 (4.5 %)   | 2477 (2.6 %)  | 39               | [ 42 ]    | [ 43 ]  |
| Neustadt am Kulm, St                                | Wappen der Gemeinde Neustadt am Kulm            | 9  | Eschenbach in der Oberpfalz | Lage der Gemeinde Neustadt am Kulm im Landkreis Neustadt an der Waldnaab                           | 20,30 (1.4 %)   | 1167 (1.2 %)  | 57               | [ 44 ]    | [ 45 ]  |
| Neustadt an der Waldnaab, St                        | Wappen der Gemeinde Neustadt an der Waldnaab    | 4  |                             | Lage der Gemeinde Neustadt an der Waldnaab im Landkreis Neustadt an der Waldnaab                   | 9,94 (0.7 %)    | 6016 (6.3 %)  | 605              | [ 46 ]    | [ 47 ]  |
| Parkstein, M                                        | Wappen der Gemeinde Parkstein                   | 14 | Neustadt an der Waldnaab    | Lage der Gemeinde Parkstein im Landkreis Neustadt an der Waldnaab                                  | 30,85 (2.2 %)   | 2384 (2.5 %)  | 77               | [ 48 ]    | [ 49 ]  |
| Pirk                                                | Wappen der Gemeinde Pirk                        | 11 | Schirmitz                   | Lage der Gemeinde Pirk im Landkreis Neustadt an der Waldnaab                                       | 26,17 (1.8 %)   | 1942 (2 %)    | 74               | [ 50 ]    | [ 51 ]  |
| Pleystein, St                                       | Wappen der Gemeinde Pleystein                   | 29 | Pleystein                   | Lage der Gemeinde Pleystein im Landkreis Neustadt an der Waldnaab                                  | 42,41 (3 %)     | 2382 (2.5 %)  | 56               | [ 52 ]    | [ 53 ]  |
| Pressath, St                                        | Wappen der Gemeinde Pressath                    | 21 | Pressath                    | Lage der Gemeinde Pressath im Landkreis Neustadt an der Waldnaab                                   | 66,33 (4.6 %)   | 4226 (4.4 %)  | 64               | [ 54 ]    | [ 55 ]  |
| Püchersreuth                                        | Wappen der Gemeinde Püchersreuth                | 20 | Neustadt an der Waldnaab    | Lage der Gemeinde Püchersreuth im Landkreis Neustadt an der Waldnaab                               | 25,21 (1.8 %)   | 1708 (1.8 %)  | 68               | [ 56 ]    | [ 57 ]  |
| Schirmitz                                           | Wappen der Gemeinde Schirmitz                   | 1  | Schirmitz                   | Lage der Gemeinde Schirmitz im Landkreis Neustadt an der Waldnaab                                  | 4,97 (0.3 %)    | 2076 (2.2 %)  | 418              | [ 58 ]    | [ 59 ]  |
| Schlammersdorf                                      | Wappen der Gemeinde Schlammersdorf              | 9  | Kirchenthumbach             | Lage der Gemeinde Schlammersdorf im Landkreis Neustadt an der Waldnaab                             | 20,34 (1.4 %)   | 863 (0.9 %)   | 42               | [ 60 ]    | [ 61 ]  |
| Schwarzenbach                                       | Wappen der Gemeinde Schwarzenbach               | 7  | Pressath                    | Lage der Gemeinde Schwarzenbach im Landkreis Neustadt an der Waldnaab                              | 11,90 (0.8 %)   | 1153 (1.2 %)  | 97               | [ 62 ]    | [ 63 ]  |
| Speinshart                                          | Wappen der Gemeinde Speinshart                  | 13 | Eschenbach in der Oberpfalz | Lage der Gemeinde Speinshart im Landkreis Neustadt an der Waldnaab                                 | 23,77 (1.7 %)   | 1132 (1.2 %)  | 48               | [ 64 ]    | [ 65 ]  |
| Störnstein                                          | Wappen der Gemeinde Störnstein                  | 8  | Neustadt an der Waldnaab    | Lage der Gemeinde Störnstein im Landkreis Neustadt an der Waldnaab                                 | 10,92 (0.8 %)   | 1550 (1.6 %)  | 142              | [ 66 ]    | [ 67 ]  |
| Tännesberg, M                                       | Wappen der Gemeinde Tännesberg                  | 15 | Tännesberg                  | Lage der Gemeinde Tännesberg im Landkreis Neustadt an der Waldnaab                                 | 46,56 (3.3 %)   | 1478 (1.5 %)  | 32               | [ 68 ]    | [ 69 ]  |
| Theisseil                                           | Wappen der Gemeinde Theisseil                   | 14 | Neustadt an der Waldnaab    | Lage der Gemeinde Theisseil im Landkreis Neustadt an der Waldnaab                                  | 21,40 (1.5 %)   | 1218 (1.3 %)  | 57               | [ 70 ]    | [ 71 ]  |
| Trabitz                                             | Wappen der Gemeinde Trabitz                     | 20 | Pressath                    | Lage der Gemeinde Trabitz im Landkreis Neustadt an der Waldnaab                                    | 26,67 (1.9 %)   | 1353 (1.4 %)  | 51               | [ 72 ]    | [ 73 ]  |
| Vohenstrauß, St                                     | Wappen der Gemeinde Vohenstrauß                 | 48 |                             | Lage der Gemeinde Vohenstrauß im Landkreis Neustadt an der Waldnaab                                | 74,91 (5.2 %)   | 7653 (8 %)    | 102              | [ 74 ]    | [ 75 ]  |
| Vorbach                                             | Wappen der Gemeinde Vorbach                     | 7  | Kirchenthumbach             | Lage der Gemeinde Vorbach im Landkreis Neustadt an der Waldnaab                                    | 13,54 (0.9 %)   | 1078 (1.1 %)  | 80               | [ 76 ]    | [ 77 ]  |
| Waidhaus, M                                         | Wappen der Gemeinde Waidhaus                    | 19 |                             | Lage der Gemeinde Waidhaus im Landkreis Neustadt an der Waldnaab                                   | 37,33 (2.6 %)   | 2121 (2.2 %)  | 57               | [ 78 ]    | [ 79 ]  |
| Waldthurn, M                                        | Wappen der Gemeinde Waldthurn                   | 20 |                             | Lage der Gemeinde Waldthurn im Landkreis Neustadt an der Waldnaab                                  | 30,96 (2.2 %)   | 1908 (2 %)    | 62               | [ 80 ]    | [ 81 ]  |
| Weiherhammer                                        | Wappen der Gemeinde Weiherhammer                | 6  | Weiherhammer                | Lage der Gemeinde Weiherhammer im Landkreis Neustadt an der Waldnaab                               | 39,90 (2.8 %)   | 3854 (4 %)    | 97               | [ 82 ]    | [ 83 ]  |
| Windischeschenbach, St                              | Wappen der Gemeinde Windischeschenbach          | 19 |                             | Lage der Gemeinde Windischeschenbach im Landkreis Neustadt an der Waldnaab                         | 36,37 (2.5 %)   | 4943 (5.1 %)  | 136              | [ 84 ]    | [ 85 ]  |